# Sinothomisus
Sinothomisus Tang et al., 2006 è un genere di ragni appartenente alla famiglia Thomisidae.

## Distribuzione
Le due specie note di questo genere sono state rinvenute in Cina

## Tassonomia
Non sono stati esaminati esemplari di questo genere dal 2010.
A dicembre 2014, si compone di due specie:
- Sinothomisus hainanus (Song, 1994) — Cina
- Sinothomisus liae >Tang et al., 2006[2] — Cina